# Maida Vale
Maida Vale es un distrito residencial que abarca la parte septentrional de Paddington, en el Oeste de Londres, al oeste de St John's Wood y al sur de Kilburn, en Inglaterra. Es parte de la Ciudad de Westminster. La zona es principalmente residencial y mayoritariamente rica, con muchos grandes bloques de mansiones victorianas y eduardianas. Es también el hogar de los Estudios Maida Vale de la BBC.

## Geografía
La zona de Maida Vale está considerada, normalmente, limitada por Maida Avenue y el Regent's Canal al sur, la carretera Maida Vale al noreste, Kilburn Park Road al noroeste, y Shirland Road y Blomfield Road al suroeste: una zona de alrededor de un kilómetro cuadrado. Es la mayor parte del código postal W9. La parte meridional de Maida Vale en la unión de Paddington Basin con el Regent's Canal, con muchas casas flotantes, es conocida como la Pequeña Venecia (Little Venice). La zona al suroeste de Maida Vale, en el extremo occidental de Elgin Avenue, fue históricamente conocida como "Maida Hill", y era un distrito postal reconocido limitado por las avenidas al oeste, el Regent's Canal al sur, Maida Vale al este y Kilburn Lane al norte. Partes de Maida Vale también se incluyeron dentro de este. El nombre de "Maida Hill" ha caído, desde entonces, en desuso, aunque recientemente se ha recuperado a través de la nueva ruta de autobús 414 (que termina en Shirland Road y da este destino como Maida Hill) y un nuevo mercado callejero en la Piazza en la unión de Elgin Avenue y Harrow Road.
Justo al este de Maida Vale quedan St John's Wood y Lord's Cricket Ground.
Desarrollada por los comisionados eclesiásticos a principios del siglo XIX como lugar para albergar a la clase media, Maida Vale tomó su nombre de un pub llamado así por John Stuart, conde de Maida, que se abrió en Edgware Road poco después de la batalla de Maida, 1806.
A finales del siglo XIX y principios del XX, Maida Vale era predominantemente un distrito judío, y la sinagoga hispano-portuguesa de 1896, un edificio protegido Grado II y sede central de la comunidad sefardita británica, se encuentra en Lauderdale Road. El actor Alec Guinness nació en esta carretera. El primer ministro de Israel, David Ben-Gurion, vivió dentro del radio de visión de esta sinagoga en Warrington Crescent, y el pionero de las modernas computadoras, Alan Turing, nació unas pocas yardas más abajo en esta misma carretera.
La estación de Maida Vale se abrió el 6 de junio de 1915, en la Bakerloo line, y la de Warwick Avenue, en la misma línea, se abrió unos pocos meses después.